# Machimus cinerarius
Machimus cinerarius là một loài ruồi trong họ Asilidae. Machimus cinerarius được Pallas miêu tả năm 1818. Loài này phân bố ở vùng Cổ Bắc giới.